# Cantó de Cherbourg-Octeville-Sud-Est
El cantó de Cherbourg-Octeville-Sud-Est és un cantó francès del departament de la Manche, situat al districte de Cherbourg-Octeville. Compta amb part del municipi de Cherbourg-Octeville.

## Municipis
- Cherbourg-Octeville

## Història
| Data d'elecció                           | Identitat            | Partit | Qualitat |
| ---------------------------------------- | -------------------- | ------ | -------- |
| 1973-1982                                | Jean Levalois        | PS     |          |
| 1982-1985                                | Jean-Pierre Godefroy | PS     |          |
| 1985-1992                                | Jack Breton          | UDF    |          |
| 1992-                                    | Michel Louiset       | PS     |          |
| les dades anteriors no són pas conegudes |                      |        |          |
|                                          |                      |        |          |